# Daska
Daska est une ville située dans la province du Pendjab au Pakistan. Elle est située dans le district de Sialkot.
La population de la ville a été multipliée par près de cinq entre 1972 et 2017, passant de 34 487 habitants à 175 170. Entre 1998 et 2017, la croissance annuelle moyenne s'affiche à 2,8 %, un peu supérieure à la moyenne nationale de 2,4 %. En 2023, la population de la ville monte à 228 626 habitants.
|            | 1972 (rec.) | 1981 (rec.) | 1998 (rec.) | 2017 (rec.) | 2023 (rec.) |
| ---------- | ----------- | ----------- | ----------- | ----------- | ----------- |
| Population | 34 487      | 55 555      | 102 883     | 175 170     | 228 626     |